# 신국립극장

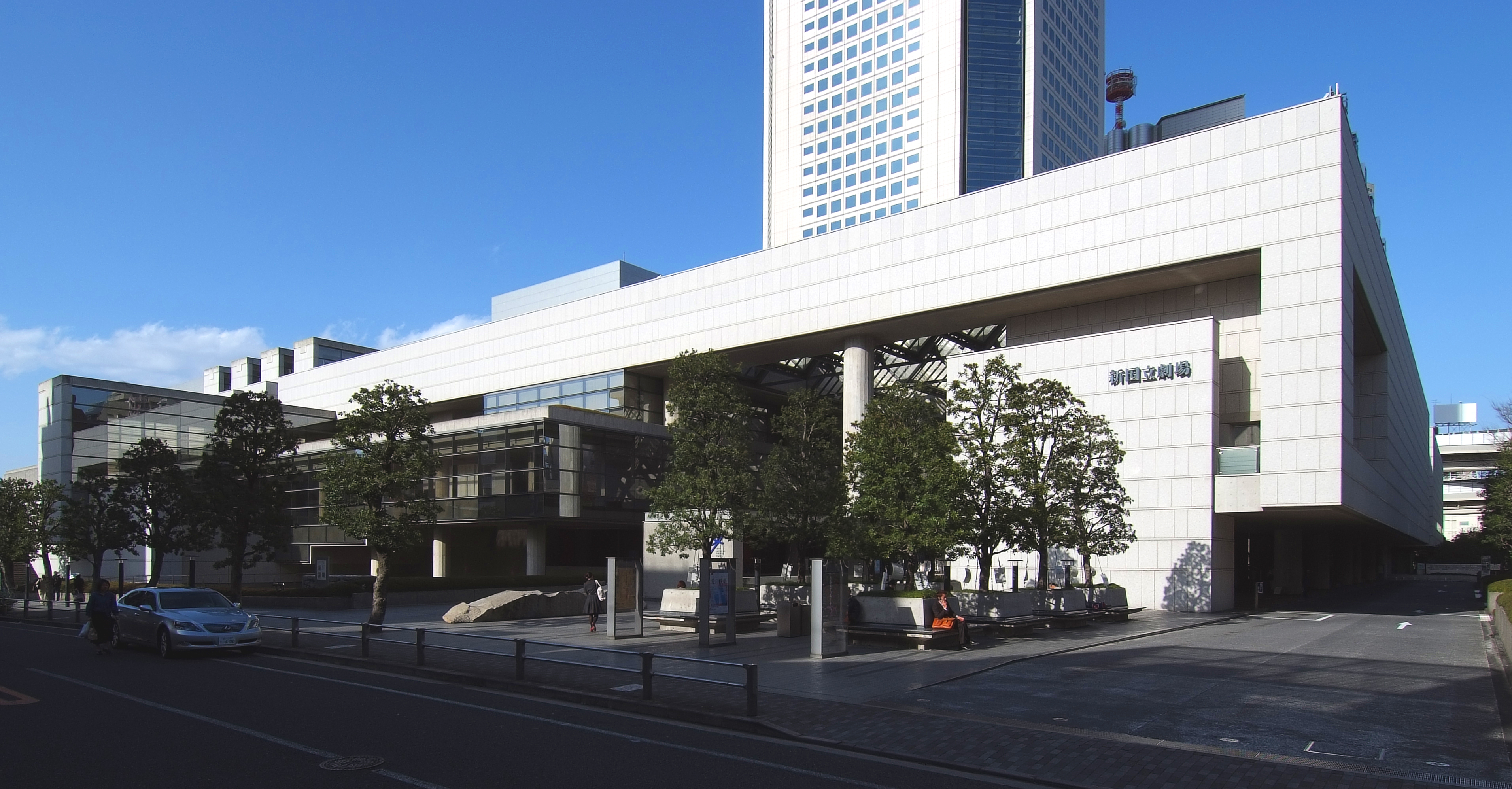
신국립극장

신국립극장(일본어: 新国立劇場 신고쿠리쓰게키죠[*])은 도쿄도 시부야구에 위치한 극장이다.